# Diuris picta
Diuris picta är en orkidéart som beskrevs av J.Drumm. Diuris picta ingår i släktet Diuris och familjen orkidéer. Inga underarter finns listade i Catalogue of Life.